# Michelangelo Iorio
Michelangelo Iorio (Molise, 28 settembre 1906 – 19 gennaio 1987) è stato un politico italiano.

## Biografia
Fu senatore nella II e nella III legislatura per il Partito Socialista Italiano, eletto nel collegio di Perugia.